# Guds kärlek är som stranden och som gräset
Guds kärlek är som stranden och som gräset  är en psalm av Anders Frostenson från 1968. Melodi (D-dur, 2/2 (bossa nova)) av Lars Åke Lundberg samma år. I var och en av de fyra stroferna upprepas orden "Guds kärlek är som stranden och som gräset / är vind och vidd och ett oändligt hem."
Att Guds kärlek sägs vara som gräset väckte opposition, eftersom gräset i Bibeln i allmänhet står för förgängelsen. Men de flesta torde uppfatta vad symboliken i denna psalm går ut på - att skildra den frihet som Guds kärlek ämnade oss till.
Tredje versen: "Och ändå är det murar oss emellan" fick en särskild slagkraft i Östtyskland och sjöngs (i tysk översättning) under befrielserörelsen åren före 1990. Psalmen är troligen den internationellt mest kända av Anders Frostenson, tillsammans med Lågorna är många.
Melodin till psalmen är skriven på lägergården Brevik  vid Slätbakens strand, där Lars Åke Lundberg verkade som konfirmandlärare under åren 1968–1969 samt 1978. Han ska ha funnit inspiration från den vackra naturen i närheten.
I Herren Lever 1977 är koralsatsen skriven av Ingemar Braennstroem.
Det finns en annan melodi till psalmen, gjord av biskopen i Strängnäs Gustaf Aulén.

## Publicerad i
- Herren Lever 1977 som nummer 921 under rubriken "Tillsammans i världen - Fred - frihet - rättvisa".[1]
- Den svenska psalmboken 1986 som nummer 289 under rubriken "Tillsammans i världen".
- Svensk psalmbok för den evangelisk-lutherska kyrkan i Finland (1986) som nummer 553 under rubriken "Fred och frihet".